# Carl-Philip Klingspor
Carl-Philip Vilhelm Klingspor, född 8 maj 1877 i Åsbo församling i Östergötlands län, död 30 september 1959 i Åsbo församling i Östergötlands län, var en svensk greve, militär och politiker.

## Biografi
Carl-Philip Klingspor föddes 1877 på Grönlund i Åsbo socken. Han var son till greve Philip Klingspor och Ida Maria Sjögreen. Klingspor avöade 29 maj 1897 mogenhetsexamen i Linköping och blev samma datum volontär vid Livregementets husarer. Han blev 25 juli 1898 korpral 14 augusti 1898 sergeant och blev 25 september 1898 elev vid Krigsskolan. Klingspor blev 12 augusti 1899 fanjunkare och utexaminerades 25 november 1899 från Krigsskolan. Han blev 8 december 1899 underlöjtnant vid regementet och var från 1903 till 1906 andre adjutant vid III arméfördelningens stab. Klingspor blev 8 april 1904 löjtnant och 12 september 1910 ryttmästare. Han tjänstgjorde från 1 mars 1913 till 30 oktober samma år vid Husarregementet Landgraf Friedrich II von Hessen-Homburg nummer 14 i Kassel i Tyskland och utnämndes 6 juni 1920 till riddare av Svärdsorden. Klingspor var från 1923 till 1924 regementskvartermästare och blev 9 augusti 1924 major på reservstat vid regementet. Han var från 1924 till 1926 stadsfullmäktig i Skövde och blev 16 juni 1925 stallmästare i Kungliga hovstaterna. Klingspor utnämndes 1926 till riddare av Johanniterorden.
Han var från 1929 till 1950 ordförande i Åsbo hembygdsförening.

### Egendom
Klingspor blev 1924 ägare till Grönlunds fideikommiss i Åsbo socken, vid faderns död. Han blev 1 maj 1924 ägare jämte systrarna till Ekenäs slott i Örtomta socken och i september 1925 ägare till Dala i Ekeby socken.

### Familj
Klingspor gifte sig 20 oktober 1908 i Örebro med Anna Ingeborg Elisabet Zethelius (1882–1962), dotter till majoren Gustaf Zethelius och friherrinnan Ingeborg Sofia Carolina Sparre. De fick tillsammans barnen Elisabet Klingspor (1910–1958) som var gift med militären Carl Lagercrantz och Elsa Viktoria Marianne Margareta Klingspor (född 1915).